# Blätter Abrahams
Die Zeitschrift  Blätter Abrahams ist das wissenschaftliche Organ der Freunde Abrahams – Gesellschaft für religionsgeschichtliche Forschung und interreligiösen Dialog in München. Der Titelzusatz lautet: „Beiträge zum interreligiösen Dialog“. Die Zeitschrift wurde 2002 von Manfred Görg und Stefan Jakob Wimmer gegründet und wird seit 2013 von Stefan Jakob Wimmer und Georg Gafus herausgegeben. Sie erscheint i. d. R. einmal jährlich. (ISSN 1613-8384.)
Der Titel ist von Koranstellen inspiriert, die nicht näher definierte Offenbarungsschriften an Abraham als „Blätter Abrahams“ (arab. Suhuf Ibrahim) bezeichnen.